# Загребская школа мультфильмов
Загребская школа мультфильмов (хорв. Zagrebačka škola crtanog filma) — название стиля мультипликации, разработанного в Загребе (Хорватия), в первую очередь киностудией «Загреб-фильм». Это обозначение было придумано французским теоретиком кино Жоржем Садулем. К наиболее ярким представителям стиля относятся такие мультипликаторы, как Никола Костелац, Ватрослав Мимица, Душан Вукотич и Владимир Кристл.
Расцвет Загребской школы мультфильмов пришёлся на период с 1957 по 1980 год. Его условно делят на три этапа, в каждом из которых доминировала отдельная группа художников-мультипликаторов. Первым мультфильмом этого стиля, добившимся мирового признания, стал 11-минутный «Один» (хорв. Samac) Ватрослава Мимицы, снятый в 1958 году и удостоенный приза на Венецианском кинофестивале. Наивысшее же достижение школы принадлежит 10-минутному мультфильму Душана Вукотича «Суррогат» (хорв. Surogat), удостоенному премии «Оскар» за лучший анимационный короткометражный фильм на церемонии 1962 года, единственному «Оскару», полученному Югославией за всю её историю.

## История
История анимации в Загребе начинается в 1922 году с создания Сергеем Тагацем двух коротких рекламных роликов. Первая производственная компания «Школа народного здоровья» (хорв. Škola narodnog zdravlja), в которой работали режиссёр Милан Марьянович и художник Петар Папп снимала в 1928—1929 годах анимационные короткометражки, такие как «Машина-нос» (хорв. Macin Nos), «Ивин зуб» (хорв. Ivin Zub) и «Мартин в небе» (хорв. Martin u nebo). В 30-е годы большое количество анимационных роликов выпускала кинокомпания «Маар-Реклама» (хорв. Maar-Reklama).
В 1945 году, после Второй мировой войны, хорватский художник комиксов Вальтер Нойгебауэр создал анимационный фильм «Все на выборы» (хорв. Svi na izbore), в котором прослеживается сильное влияние диснеевской анимации. За ним последовал ещё ряд других подобных произведений с элементами сатиры, такие как, например, как мультфильм «Большой митинг» (хорв. Veliki miting), снятый в 1951 году компанией «Jadran Film» (хорв. Jadran Film).
По мнению исследователя Рональда Холлоуэя, наибольшее влияние на развитие Загребской школы оказал мультфильм чешского режиссёра Иржи Трнки «Подарок» (чеш. Dárek; 1947) и американский фильм 1952 года «Кровать», комедийная драма с живыми актёрами и с использованием анимации, созданной Джоном Хабли из United Productions of America. «Кровать» прибыла в Югославию, по словам Холлоуэя, с «партией американских художественных фильмов, отправленных для возможной продажи в Югославию». Это случилось примерно в то же время, когда режиссёр Душан Вукотич прочитал статью о стиле United Productions of America в журнале Graphis в англоязычном книжном магазине в Загребе. Вукотич с единомышленниками изучили принципы анимации «Кровати», давшие им лучшее понимание использования неподвижных изображений. В итоге они продолжили исследовать и применять на практике принципы ограниченной мультипликации на киностудии «Загреб-фильм». Таким образом и развился особый местный стиль анимации, первый крупный успех к которой пришёл с короткометражным мультфильмом «Один» (хорв. Samac; 1958) Ватрослава Мимицы, удостоенным Гран-при на Венецианском кинофестивале. За ним последовал короткометражный мультфильм 1961 года «Суррогат» (хорв. Surogat), снятый Душаном Вукотичем и получивший премию «Оскар» за лучший анимационный короткометражный фильм. Он стал первым неамериканским победителем в этой номинации. В это же время стали появляться и первые мультсериалы, такие как «Инспектор Маска» (хорв. Inspektor Maska; 1962—1963) и получивший всемирную известность «Профессор Балтазар» (хорв. Profesor Baltazar; 1967—1978) Златко Гргича.
В 80-х и 90-х годах компания Croatia Film выпускала первые в стране полнометражные мультфильмы. Все они были сняты режиссёром Миланом Блажековичем: «Чудесный лес» (хорв. Čudesna šuma), «Шляпа волшебника» (хорв. Čarobnjakov šešir) и «Чудесные приключения подмастерья Хлапича» (хорв. Čudnovate zgode šegrta Hlapića)

## Стиль и темы
По мнению хорватского художника-мультипликатора и исследователя Йошко Марушича, ключевой особенностью Загребской школы мультфильмов была приверженность стилизации, в отличие от канона реалистичной анимации в стиле Диснея. Она являла собой «жанр анимационных фильмов для взрослых, фильмов, наполненных цинизмом, самоиронией и релятивизацией разделений между людьми», часто фокусировавшихся на «маленьком человеке» как на бессильном субъекте манипуляции.

## Анимафест Загреб
В 1972 году по инициативе Международной ассоциации анимационных фильмов (ASIFA) был организован Всемирный фестиваль анимационных фильмов в Загребе или Анимафест Загреб. Он является вторым старейшим анимационным фестивалем в мире после Международного фестиваля анимационных фильмов в Анси, впервые проведённого в 1960 году. Причиной выбора именно хорватской столицы для организации этого фестиваля было мировое признание Загребской школы мультфильмов. Среди наград фестиваля призы основного конкурса, конкурсов студенческих фильмов, детских фильмов, учебных фильмов, рекламных роликов, музыкального видео, фильмов для Интернета и конкурс хорватских фильмов. Его премия «Лучший первый фильм, снятый вне образовательных учреждений» носит имя Златко Гргича. Премия За достижения всей жизни, уникальная для фестивалей анимационных фильмов, была учреждена в 1986 году. В 2002 году появилась награда и за выдающийся вклад в теорию анимации.